# Lewki Iwanowitsch Schewerschejew
Lewki Iwanowitsch Schewerschejew (russisch Левкий Иванович Жевержеев; * 27. Julijul. / 8. August 1881greg. in Zarskoje Selo; † 16. Januar 1942 in Leningrad) war ein russisch-sowjetischer Fabrikant, Büchersammler und Mäzen.

## Leben

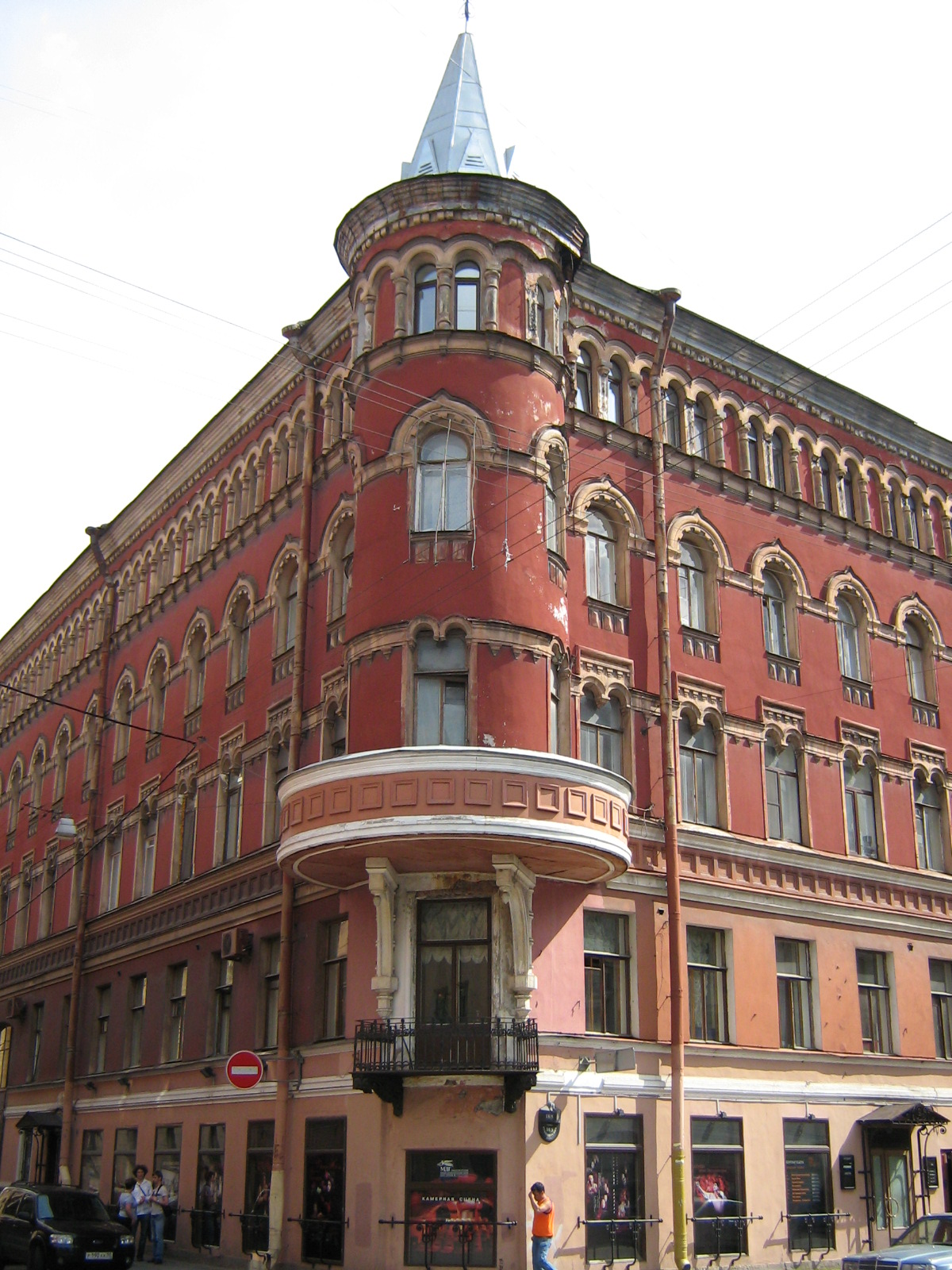
Schewerschejews Wohnhaus, Uliza Rubinsteina 18/5, St. Petersburg

Schewerschejews Vater Iwan Alexejewitsch Schewerschejew (1832–1914) stammte aus einer Isjumer Tatarenfamilie, gründete mit seinen Brüdern in den 1870er Jahren in St. Petersburg eine Brokat-Weberei und wurde Hoflieferant und Erbehrenbürger. Die Mutter Sofja Porfirjewna stammte aus der Jaroslawler Kaufmannsfamilie  Olowjanischnikow. Der Großvater Porfiri Grigorjewitsch Olowjanischnikow (1822–1881) besaß eine Glockengießerei, die nach seinem Tod von seiner Witwe und Kunstmäzenin Jewpraksija Olowjanischnikowa weitergeführt wurde. Lewki Schewerschejew hatte zwei Brüder Anatol und Konstantin. Vor 1886 bezog die Familie in St. Petersburg das eigene von dem Architekten Domenico Adamini gebaute Haus in der Troizkaja-Straße (heute Uliza Rubinsteina 18/5). Die Familie wohnte im linken Teil, während im rechten 1899 von Alexander von Hohen umgebauten Teil die Brokat-Weberei untergebracht war.
1891 wurde Schewerschejew in die St. Petersburger Kaiserliche Handelsschule aufgenommen (in Halbpension). Er litt unter seiner schwachen Gesundheit und lernte gut. Die Ausbildung schloss er 1899 als Kandidat des Handels ab.
Schon als Jugendlicher begeisterte Schewerschejew sich für das Sammeln schöner Dinge. Sein Vater schenkte ihm eine Sammlung von Gegenständen der Angewandten Kunst, insbesondere Schmuck und Kirchengeräte, die bereits der Großvater gesammelt hatte. 1897 begann Schewerschejew Bücher und Handschriften hauptsächlich zur russischen Literatur und Geschichte zu sammeln. Die Bibliothek belegte mehrere Räume in der Familienwohnung. 1915 druckte die Buchdruckerei Schmidt 99 Exemplare des Teils I des Katalogs der Sammlung Schewerschejews mit 3257 Eintragungen. Die Buchsammlung enthielt zu dieser Zeit mehr als 20.000 Bände.
Schewerschejew liebte das Theater und sammelte Kostüme und Bühnenbildentwürfe. Er begeisterte sich für den Futurismus und unterstützte futuristische Dichter durch die Veröffentlichung ihrer Werke. Er war Vorstandsvorsitzender der ersten Gemeinschaft der Künstler der russischen Avantgarde Union der Jugend in St. Petersburg. 1911 eröffnete er in seinem Haus in der Troizkaja-Straße das Troizki-Theater. Im selben Jahr führte die Union der Jugend Choraktionen auf, die Possen, Maskeraden und Kabarett in sich vereinten. 1913 inszenierte Schewerschejew das weltweit erste Theater der Futuristen nach Wladimir Majakowskis Tragödie mit den Künstlern Pawel Filonow und Iossif Schkolnik und die Oper Sieg über die Sonne Michail Matjuschins und Alexei Krutschonychs mit dem Künstler Kasimir Malewitsch, dessen Schwarzes Quadrat im Bühnenbild erstmals zu sehen war.
Nach dem Tod des Vaters 1914 erbte Schewerschejew die Brokat-Weberei und heiratete die Café-concert-Künstlerin Tamara Nikolajewna Urtal, die sein Vater nicht akzeptiert hatte und mit der er bereits Kinder hatte.
Im Dezember 1915 organisierte Schewerschejew eine Ausstellung zum russischen Theater von 1772 bis 1915 mit 1289 Objekten aus seiner Theatersammlung.
Nach der Oktoberrevolution verkaufte Schewerschejew im April 1918 seine Bibliothek der Suworin-Buchhandlung, die die Bücher auf mehrere Buchmagazine verteilte. Ein Teil der Schewerschejew-Sammlung wird in der Handschriften-Abteilung der Russischen Nationalbibliothek aufbewahrt. Dazu gehören Handschriften, Notizhefte, Listen von Lomonossow, Goethe, Rylejew, Schukowski, Puschkin, Nekrassow, Tolstoi, Tagebücher Krestowskis und theologische Handschriften.
Jeden Freitag trafen sich bei Schewerschejew Kulturschaffende: Alexander Blok, Alexander Benois, Michail Kusmin, Wladimir Majakowski, Wsewolod Meyerhold, Juri Annenkow, Walentina Chodassewitsch, Leonid Tschupjatow, Iossif Schkolnik, Wassily Kandinsky, Welimir Chlebnikow, Michail Matjuschin, Kasimir Malewitsch, Alexei Krutschonych, Wera Jermolajewa, Nikolai Akimow, Sergei Radlow und Anna Radlowa, Anna Achmatowa, Boris Pasternak, Alexander Juschin, Nikolai Punin, Wassili Andrejew u. a.
Schewerschejews Theatersammlung wurde in das 1921 in Petrograd eröffnete Museum für Theater- und Musikkunst übernommen. Schewerschejew war Vizedirektor des Museums bis zu seinem Tod. Ständig musste er um den Fortbestand und eine angemessene Unterbringung des Museums kämpfen. Erst 1938 konnte das Museum eigene Räumlichkeiten beziehen. Einen Monat vor Beginn des Deutsch-Sowjetischen Kriegs wurde die neue Ausstellung eröffnet. Nach Kriegsbeginn wurden auf Anordnung des Leiters des Kunstkomitees 13 Angestellte des Museums entlassen, und zwei weitere gingen an die Front. Am Museum im blockierten Leningrad  verblieben nur der Direktor Pjotr Nikolajewitsch Scheffer, der Vizedirektor Schewerschejew, A. S. Nothaft und drei Putzfrauen. Im Dezember 1941 beantragte die Direktion des Puschkin-Theaters für die verdienten und hochqualifizierten Spezialisten Scheffer und Schewerschejew, die bisher die Brotkarte der Kategorie 2 hatten, die Brotkarte der Kategorie 1. Am 16. Januar 1942 starb Schewerschejew am Hunger an seinem Arbeitsplatz im Museum. Die Leningrader Blockade überlebten nur eine Putzfrau und ein Wissenschaftlicher Mitarbeiter des Museums, der mit dem Theater evakuiert worden war.
Schewerschejews Witwe Tamara Urtal beantragte im April 1942 eine Pension. 1943 wurde sie verhaftet und zu Lagerhaft verurteilt. Sie kam 1955 frei und starb 1965.
Schewerschejews Tochter Tamara war Schauspielerin, Ballerina und erste Frau George Balanchines. Als Balanchine 1962 auf einer Tournee nach Leningrad kam und die frühere Schwiegermutter Tamara Urtal besuchte, nahm diese seine Geschenke nicht an mit der Feststellung, dass alles bei ihnen vorhanden und gut sei.
Das St. Petersburger Theater- und Musikkunstmuseum führt regelmäßig wissenschaftliche Schewerschejew-Vorlesungen durch. 2018 gab das Museum den Nachdruck des im Oktober 1915 begonnenen Besuchsalbums Schewerschejews heraus.